# 2006-os Red Bull Air Race Világkupa, ausztrál futam

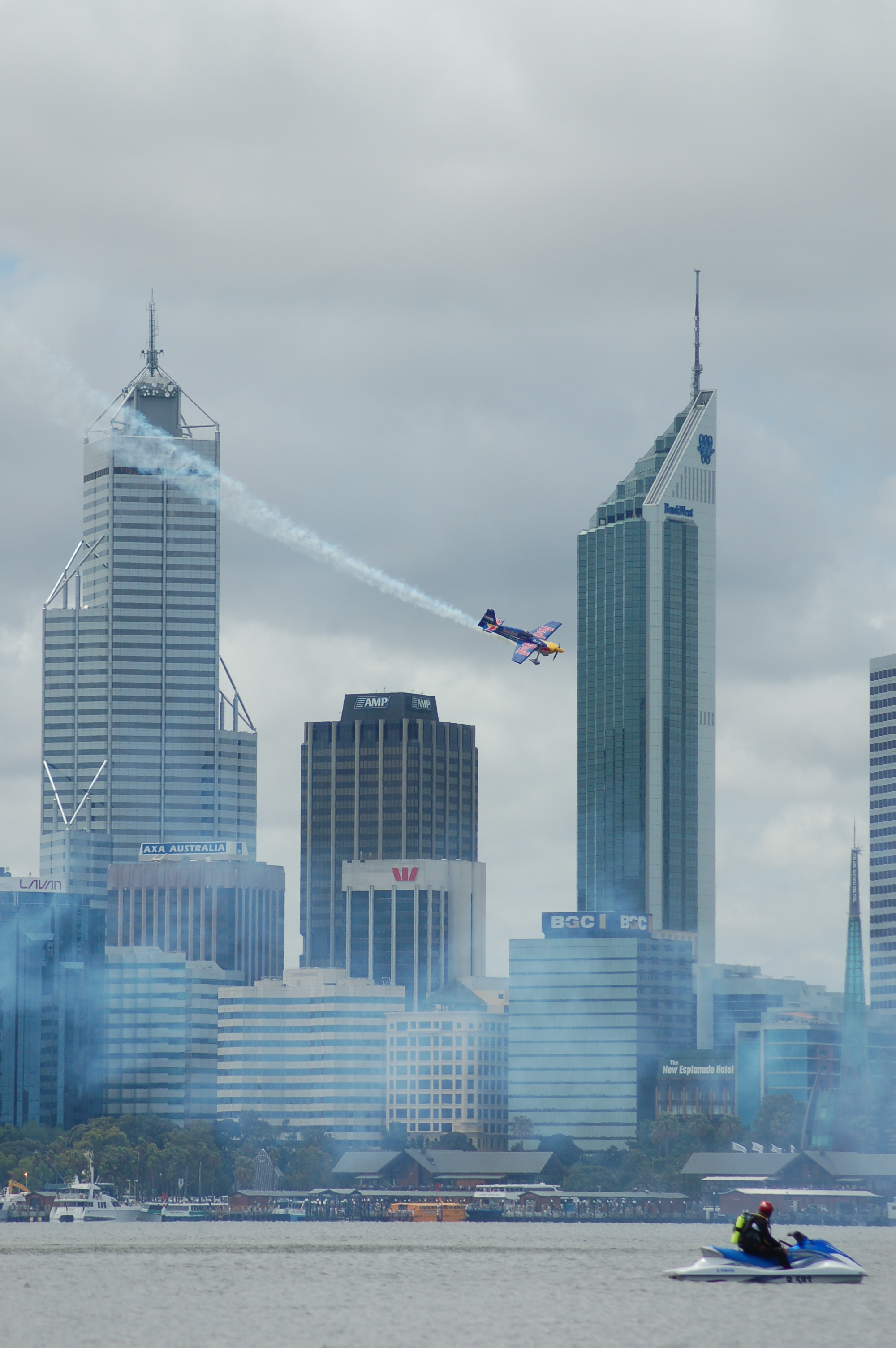
Besenyei Péter Perthben

A 2006-os Red Bull Air Race Világkupa nyolcadik, egyben szezonzáró futamát Ausztráliában rendezték. A bajnokság az utolsó futamig nyitott volt. Kirby Chambliss 5 ponttal vezetett Besenyei Péterrel szemben.

## Edzések

### 1. Edzés
|    | Rsz. | Versenyző         | Repülőgép  | Csapat    | 1. Köridő | 2. Köridő | Futamidő | Kül.    | Büntetés |
| -- | ---- | ----------------- | ---------- | --------- | --------- | --------- | -------- | ------- | -------- |
| 1  |      | Kirby Chambliss   | Edge 540   | Red Bull  | 00:22.45  | 01:01.76  | 01:19.91 |         |          |
| 2  |      | Paul Bonhomme     | Edge 540   | Bonhomme  | 00:22.39  | 01:02.82  | 01:21.25 | + 1.34  |          |
| 3  |      | Mike Mangold      | Edge 540   | Mangold   | 00:24.73  | 01:06.24  | 01:24.89 | + 4.98  |          |
| 4  |      | Nicolas Ivanoff   | Extra 300S | Hamilton  | 00:23.76  | 01:06.57  | 01:26.08 | + 6.17  |          |
| 5  |      | Besenyei Péter    | Extra 300S | Red Bull  | 00:25.23  | 01:07.40  | 01:26.48 | + 6.57  |          |
| 6  |      | Klaus Schrodt     | Extra 300S | bwin      | 00:24.25  | 01:07.92  | 01:28.35 | + 8.44  |          |
| 7  |      | Steve Jones       | Edge 540   | Jones     | 00:26.79  | 01:12.11  | 01:31.74 | + 11.83 |          |
| 8  |      | Frank Versteegh   | Extra 300L | Versteegh | 00:26.96  | 01:12.27  | 01:32.97 | + 13.06 |          |
| 9  |      | Nigel Lamb        | Extra 300S | Lamb      | 00:27.09  | 01:14.16  | 01:35.17 | + 15.26 |          |
| 10 |      | Alejandro Maclean | Edge 540   | Maclean   | 00:27.98  | 01:15.77  | 01:36.84 | + 16.93 |          |
| 11 |      | Michael Goulian   | MX2        | Goulian   | 00:33.27  | 01:32.15  | 01:57.19 | + 37.28 | 15       |

### 2. Edzés
|    | Rsz. | Versenyző         | Repülőgép  | Csapat    | 1. Köridő | 2. Köridő | Futamidő | Kül.    | Büntetés |
| -- | ---- | ----------------- | ---------- | --------- | --------- | --------- | -------- | ------- | -------- |
| 1  |      | Paul Bonhomme     | Edge 540   | Bonhomme  | 00:21.12  | 01:00.75  | 01:20.46 |         |          |
| 2  |      | Kirby Chambliss   | Edge 540   | Red Bull  | 00:22.92  | 01:03.03  | 01:22.23 | + 1.77  |          |
| 3  |      | Mike Mangold      | Edge 540   | Mangold   | 00:22.05  | 01:02.60  | 01:22.60 | + 2.14  |          |
| 4  |      | Besenyei Péter    | Extra 300S | Red Bull  | 00:23.16  | 01:03.43  | 01:22.64 | + 2.18  |          |
| 5  |      | Steve Jones       | Edge 540   | Jones     | 00:23.25  | 01:03.92  | 01:23.79 | + 3.33  |          |
| 6  |      | Michael Goulian   | MX2        | Goulian   | 00:24.32  | 01:07.24  | 01:26.96 | + 6.5   |          |
| 7  |      | Nicolas Ivanoff   | Extra 300S | Hamilton  | 00:23.67  | 01:06.93  | 01:27.13 | + 6.67  |          |
| 8  |      | Alejandro Maclean | Edge 540   | Maclean   | 00:23.97  | 01:08.40  | 01:28.39 | + 7.93  |          |
| 9  |      | Klaus Schrodt     | Extra 300S | bwin      | 00:25.29  | 01:09.27  | 01:30.01 | + 9.55  |          |
| 10 |      | Nigel Lamb        | Extra 300S | Lamb      | 00:24.80  | 01:09.89  | 01:30.73 | + 10.27 |          |
| 11 |      | Frank Versteegh   | Extra 300L | Versteegh | 00:28.58  | 01:16.30  | 01:37.50 | + 17.04 |          |

### 3. Edzés
|    | Rsz. | Versenyző         | Repülőgép  | Csapat    | 1. Köridő | 2. Köridő | Futamidő | Kül.    | Büntetés |
| -- | ---- | ----------------- | ---------- | --------- | --------- | --------- | -------- | ------- | -------- |
| 1  |      | Paul Bonhomme     | Edge 540   | Bonhomme  | 00:22.06  | 01:01.48  | 01:19.92 |         |          |
| 2  |      | Kirby Chambliss   | Edge 540   | Red Bull  | 00:24.44  | 01:03.42  | 01:22.50 | + 2.58  |          |
| 3  |      | Steve Jones       | Edge 540   | Jones     | 00:23.63  | 01:05.55  | 01:24.13 | + 4.21  |          |
| 4  |      | Besenyei Péter    | Extra 300S | Red Bull  | 00:25.78  | 01:06.64  | 01:25.16 | + 5.24  |          |
| 5  |      | Michael Goulian   | MX2        | Goulian   | 00:23.72  | 01:06.24  | 01:25.37 | + 5.45  |          |
| 6  |      | Mike Mangold      | Edge 540   | Mangold   | 00:24.38  | 01:06.76  | 01:26.18 | + 6.26  |          |
| 7  |      | Nicolas Ivanoff   | Extra 300S | Hamilton  | 00:24.76  | 01:07.10  | 01:26.93 | + 7.01  |          |
| 8  |      | Alejandro Maclean | Edge 540   | Maclean   | 00:24.44  | 01:08.78  | 01:28.05 | + 8.13  |          |
| 9  |      | Nigel Lamb        | Extra 300S | Lamb      | 00:24.09  | 01:08.09  | 01:28.16 | + 8.24  |          |
| 10 |      | Klaus Schrodt     | Extra 300S | bwin      | 00:27.22  | 01:11.42  | 01:31.37 | + 11.45 |          |
| 11 |      | Frank Versteegh   | Extra 300L | Versteegh | 00:27.99  | 01:13.89  | 01:34.93 | + 15.01 |          |

## Kvalifikációs Futam
|    | Rsz. | Versenyző         | Repülőgép  | Csapat    | Idő      | Kül.    |
| -- | ---- | ----------------- | ---------- | --------- | -------- | ------- |
| 1  |      | Kirby Chambliss   | Edge 540   | Red Bull  | 02:41.72 |         |
| 2  |      | Paul Bonhomme     | Edge 540   | Bonhomme  | 02:43.10 | + 1.38  |
| 3  |      | Besenyei Péter    | Extra 300S | Red Bull  | 02:43.59 | + 1.87  |
| 4  |      | Mike Mangold      | Edge 540   | Mangold   | 02:50.64 | + 8.92  |
| 5  |      | Steve Jones       | Edge 540   | Jones     | 02:50.73 | + 9.01  |
| 6  |      | Michael Goulian   | MX2        | Goulian   | 02:53.78 | + 12.06 |
| 7  |      | Nigel Lamb        | Extra 300S | Lamb      | 02:56.90 | + 15.18 |
| 8  |      | Nicolas Ivanoff   | Extra 300S | Hamilton  | 02:56.93 | + 15.21 |
| 9  |      | Klaus Schrodt     | Extra 300S | bwin      | 03:01.13 | + 19.41 |
| 10 |      | Frank Versteegh   | Extra 300L | Versteegh | 03:07.68 | + 25.96 |
| 11 |      | Alejandro Maclean | Edge 540   | Maclean   | Kizárva  |         |

## Futam

### 1. Futam
|    | Rsz. | Versenyző         | Repülőgép  | Csapat    | Idő      | Kül.    |
| -- | ---- | ----------------- | ---------- | --------- | -------- | ------- |
| 1  |      | Besenyei Péter    | Extra 300S | Red Bull  | 01:18.38 |         |
| 2  |      | Kirby Chambliss   | Edge 540   | Red Bull  | 01:20.28 | + 1.9   |
| 3  |      | Paul Bonhomme     | Edge 540   | Bonhomme  | 01:20.66 | + 2.28  |
| 4  |      | Mike Mangold      | Edge 540   | Mangold   | 01:23.23 | + 4.85  |
| 5  |      | Michael Goulian   | MX2        | Goulian   | 01:23.38 | + 5     |
| 6  |      | Steve Jones       | Edge 540   | Jones     | 01:24.45 | + 6.07  |
| 7  |      | Nigel Lamb        | Extra 300S | Lamb      | 01:24.96 | + 6.58  |
| 8  |      | Alejandro Maclean | Edge 540   | Maclean   | 01:25.47 | + 7.09  |
| 9  |      | Nicolas Ivanoff   | Extra 300S | Hamilton  | 01:28.38 | + 10    |
| 10 |      | Klaus Schrodt     | Extra 300S | bwin      | 01:29.01 | + 10.63 |
| 11 |      | Frank Versteegh   | Extra 300L | Versteegh | 01:31.14 | + 12.76 |

### Végeredmény
|    | Rsz. | Versenyző         | Repülőgép  | Csapat    | 1. Köridő | 2. Köridő | Futamidő | Kül.    |
| -- | ---- | ----------------- | ---------- | --------- | --------- | --------- | -------- | ------- |
| 1  |      | Besenyei Péter    | Extra 300S | Red Bull  | 01:18.38  | 01:21.40  | 02:39.78 |         |
| 2  |      | Paul Bonhomme     | Edge 540   | Bonhomme  | 01:20.66  | 01:19.71  | 02:40.37 | + 0.59  |
| 3  |      | Kirby Chambliss   | Edge 540   | Red Bull  | 01:20.28  | 01:21.96  | 02:42.24 | + 2.46  |
| 4  |      | Mike Mangold      | Edge 540   | Mangold   | 01:23.23  | 01:24.21  | 02:47.44 | + 7.66  |
| 5  |      | Steve Jones       | Edge 540   | Jones     | 01:24.45  | 01:24.56  | 02:49.01 | + 9.23  |
| 6  |      | Michael Goulian   | MX2        | Goulian   | 01:23.38  | 01:25.94  | 02:49.32 | + 9.54  |
| 7  |      | Alejandro Maclean | Edge 540   | Maclean   | 01:25.47  | 01:26.17  | 02:51.64 | + 11.86 |
| 8  |      | Nigel Lamb        | Extra 300S | Lamb      | 01:24.96  | 01:26.74  | 02:51.70 | + 11.92 |
| 9  |      | Nicolas Ivanoff   | Extra 300S | Hamilton  | 01:28.38  | 01:26.64  | 02:55.02 | + 15.24 |
| 10 |      | Klaus Schrodt     | Extra 300S | bwin      | 01:29.01  | 01:30.59  | 02:59.60 | + 19.82 |
| 11 |      | Frank Versteegh   | Extra 300L | Versteegh | 01:31.14  | 01:31.32  | 03:02.46 | + 22.68 |